# Dr.リンにきいてみて!
『Dr.リンにきいてみて!』（ドクターリンにきいてみて）は、あらいきよこ原作の日本の漫画作品、およびそれを原作とするテレビアニメ。

## 概要
小学館の少女漫画雑誌『ちゃお』で1999年9月号から2003年6月号まで連載されていた。中国の占い・風水を中心とした漫画で、登場人物の名前には中国風のものが多い。『ちゃお』での人気は高く、同誌が2003年に100万部を達成するまでの“成長期”における看板作品であった。
前半は主人公の少女と幼馴染みのサッカー少年とのラブコメディを中心に、風水で事件を解決する作風だったが、後半からは闇に乗っ取られた人々を救うために明鈴が光の巫女に変身して四神と共に戦うという変身バトルヒロイン路線に大きく傾いた。
アニメが放送されている間、同じく小学館の『（小学館の）幼稚園』でも幼児向けコンテンツが連載されていた。なお、原作とアニメでは結末が大きく異なっている。

## あらすじ
3歳で風水に目覚めた少女・神崎明鈴には天性の力があった。中学2年生になった明鈴は幼馴染み・結城飛鳥を運命の人と信じ、両想いになろうと努力していた。ある時、明鈴は龍神を呼び出す力に目覚め、その力を狙う「闇」が次々と魔の手を伸ばし始める。明鈴は様々な出来事を風水の力、そして己に秘められた龍の力で解決していく。
やがて、事件の背後で暗躍していた闇の世界を統べる「闇の王」の一派がその姿を現す。「光の巫女」の生まれ変わりである明鈴は「四神」の生まれ変わりである仲間たちと共に、闇との壮絶な決戦に臨むのだった。

## 登場人物

### 主人公
神崎 明鈴（かんざき めいりん）
本作の主人公。3歳の時に風水に目覚め、サッカーボールがぶつかったことをきっかけに幼馴染みの結城飛鳥を運命の人と信じる。以来、飛鳥に猛烈にアタックする。
髪型はお団子頭に三つ編み。ややドジっ子でミーハーな面もある。
「かならず当たる!」と学校でも大人気の風水師・Dr.リンの正体。HPは兄の餃子の指導の下運営中。
ペットは小猿の天津で、飼い主共に菓子好き。
「光の巫女」の生まれ変わりであり、後に闇の王や鬼と戦うために「光の巫女」に変身することができるようになる。
変身の際は、「神秘の力、我に与えよ！ホーリーメイリーダ！」と叫ぶことで、「光の巫女」に変身する。
当初は危機に際した時無意識に龍の力を発現していただけだったが、回を経る内に自らの意思での変身能力、気の流れを正す光線・「ティンハーモーテック」、飛行能力などと能力を高めていった。
変身後のスタイルは赤いチャイナ服にルーズソックスで、後半にパワーアップした後は白いコスチュームになった。アニメではパワーアップの経緯が異なるため最終盤でのみこの衣装になる。
原作では闇の王との戦いの後、巫女の力が消えて風水ができなくなったため、Dr.リンのHPも廃業した。
アニメでは、闇の鬼の復活のため、闇の王に捕らわれ海雲タワーの頂上に連れて行かれてしまう。その後魔方陣に捕縛され復活の儀式は完了してしまう。飛鳥とリンリンが助けにやってくるも、飛鳥が闇の王に瀕死の傷を負わされたのを目の当たりにして自ら魔方陣の呪縛を解き、飛鳥のもとに駆け寄ろうとするも、死んだかと思われたアズサに復讐のために敵討ちされかける。アズサのもとを離れようとするも、闇の王がアズサを攻撃しようとしたのを庇い、自身も瀕死の傷を負ってしまう。最期の力を振り絞って飛鳥とともにお互い這いずりながらも手をとり、愛の告白をしそのままお互いに死亡してしまう。その後覚醒したリンリンにより復活し、改心したアズサとともに闇の王の浄化に成功する。
10月13日生まれ。星座：天秤座、血液型：B型、身長：156cm。
趣味・特技：料理、好きな科目：国語・家庭科、好きな食べ物：ケーキ・お菓子など甘い物、苦手な物：幽霊・爬虫類。
天津（てんしん）
明鈴のペット。明鈴の部屋で一緒に暮らしており、飼い主のお菓子のつまみ食い常習犯。
四神のペットの中では唯一人間の言葉を喋ることができないが、人間の言葉を理解することはできる。鳴き声はある程度人間の言葉に近く、明鈴はその言葉を正しく理解することができる様子。
知能はかなり高く、明鈴より物事を良く理解していたりもする。明鈴のモバイルを使ってメールを（誤字だらけだったが）打つことも可能。
原作番外編では天津が他の四神たちと同じく喋れたらという企画があり、その際は大変お喋りな性格で明鈴たちの恥ずかしい秘密を暴露して明鈴たちの怒りを買った。
原作最終回では元の普通のサルに戻ってしまった。

### 四神とその守護神たち
結城 飛鳥（ゆうき あすか）
神崎明鈴に運命の人と思われている、明鈴の思い人。サッカーが趣味で、夢はJリーガー（らしい）。
最初の時は明鈴に毎日付きまとわれて嫌々だったが、紆余曲折の末、今では2人は両想い。
自分の力以外、占いや風水は絶対信じない。原作では無口で無愛想といわれるがアニメでは比較的明るい。乙女チックな趣味の母親を苦手としている感があるが、本人いわくもう慣れたらしい。
アニメ版の第41話から第43話では、闇の巫女の手下になったことがある。
四神・青龍の生まれ変わり。実は前世では光の巫女（明鈴の前世）と恋愛関係にあったが悲恋に終わっている。
7月5日生まれ。星座：蟹座、血液型：O型、身長：172cm。
趣味・特技：スポーツ・特にサッカー、好きな科目：体育・数学・理科、好きな食べ物：焼肉・ラーメン・ハンバーガー、苦手な物：占い全般。
桃太郎（ももたろう）
飛鳥の守護神である小さな青龍。武士のようなしゃべり方をする。無愛想な性格だが、飛鳥と惚れているシンシアには素直である。
桃太郎という名は、シンシアの前だと桃（モモ）のように赤くなる所から、シンシアが名付ける。
アニメでは天津が桃太郎の位置にもなっているようであるため、未登場。
常盤 崇（ときわ たかし）
陰陽師・安倍晴明の血を引いていて、式神を操るなど陰陽術を使う。
最初の頃は明鈴にアプローチをしていたが、断られる（しかし、その後も明鈴のことが好きな模様）。幼い頃から明鈴の夢を見ていて、彼女の面影を無意識にずっと探していた（本人いわく初恋）。
明るく、飛鳥と並んで女子に人気があり、勉強、運動ともに抜群の才能だが、ナルシスト的な傾向が見られる。後にアニメでの薔薇好きが原作にも反映され、カーテンやシャツ、さらには下着まで薔薇柄らしい。短気な性格できれい好き。
最初に闇の王に操られて明鈴に襲い掛かった刺客。アニメでは変質ぶりが割り増し高くなり、ストーカー的な脅迫や暴行未遂の手口を使い、仲間になった後からは考えられないほどの変質者然とした人物になった。原作では闇の王に操られていた七尾に体を乗っ取られていた。
四神・白虎の生まれ変わり。
5月11日生まれ。星座：牡牛座、血液型：AB型、身長：174cm、体重54kg。
作者いわく、「読者に嫌われているキャラクター」であるが、あらいのお気に入りのキャラクターでもあり、仕事のストレス発散やストーリーに行き詰った際には、常盤を弄っているという。
七尾（ななお）
七本の尾を持つ小さな白狐。常盤と契約した式神。人間の言葉を喋ることができる。「～でござります」が口癖。原作では金髪蒼眼の少年の姿になることができ、常盤の神社の掃除などをしている。アニメの設定で作られたゲームにも人間体は登場する。
原作では珠姫（たまひめ）という恋人がいる。1000年前に化け物と見做されて引き離されてしまい、そのことを利用されて操られてしまう。アニメの設定では常盤が闇の力から解放された時、同時に目覚めていたが、常盤がすぐに迎えに来なかったことに腹を立て、常盤に再契約のための試練を課した。天津と仲が良い。
四条 万里（しじょう ばんり）
タロットカードの使い手の少年。タロットで占いを行う他、タロットカードを自在に操り遠距離の敵への攻撃も可能。
得意技は空手で黒帯を持つ。家が空手道場で、学校でも空手部に入部した。敵の攻撃をキックで防御したこともある。
闇の王の手下として登場し、幼い頃に母親を事故によって亡くしたことで心を閉ざしていたところを利用された（万里は自分のせいだと感じ、口がきけなくなっていた）。
ぬいぐるみのシンシアに体を乗っ取られることがあり、その際に少女に変身し、体は女性化している（アニメでは明確ではない）。闇の王の策略で飛鳥や明鈴を苦しめたが、明鈴によって闇の中から救われ、それをきっかけに明鈴に思いを寄せ始める。
アニメ版では、改心した後には女装をやめて明鈴と同じ学校に通うことになるのだが、シンシアに憑依してもらってタロットの力を使う時のみ元の女装スタイルに変身（?）する。
原作では正式に女生徒になっているため、学校へ行くときにはいつも女装している（万里は嫌がっているが、シンシアは気に入っている）。また、身体測定などにはシンシアが憑依して行く。
四神・玄武の生まれ変わり。
3月3日生まれ。星座：山羊座、血液型：A型、身長：149cm→154cm。
シンシア
小さなパンダのぬいぐるみ。闇の王に操られていたのは万里ではなくこのシンシア。万里に憑依してタロットカードで様々な力を発揮する。合体時に少女の姿をしているのはシンシアの趣味（闇の王に操られていた頃は万里の心が閉じていたため、ほぼシンシアのみの意思で動いていた）。万里がシンシアの力を借りようと女装を要求することもあった。原作においては、万里の体を乗っ取って万里の意思をパンダのぬいぐるみへ入れ変えるといったことさえも日常的に行っていた（ただし、3時間経つと元に戻ってしまう）。
性格的には良くも悪くも女性的と言える。飛鳥がタイプらしい。小さい頃から万里と一緒にいて、やがて万里の心が離れることを恐れていた心を利用し、闇の王が人間の少女にしてやると騙して万里とシンシアを操っていた。現在では万里の世話を焼いているかに見えるが、実際に世話を焼いているのは万里の方である（シンシアが着ている服も全て万里の手作り）。
原作においてはかつて人間であったと思われる描写があり、中世ヨーロッパの貴族らしき女性であった模様。その頃の記憶のためかこっそりブラジャーを着用しているらしい。
月丘 エディ（つきおか エディ）
星占いを得意とする。外国人なのに大阪弁で話すお調子者。サッカーセンスは抜群で、飛鳥や常盤のサッカー部の監督代理として登場。派手な見た目に反して貧乏学生で苦労人。
幼少期から少年期にかけての辛い体験により美人アレルギーになってしまった。一応本業は占星術だが、女性の相談者が多かったためにやむなく廃業してしまったらしい。「あなた」に登場するような家を持つことが夢。
万里や常盤と同様に闇の王に操られていたが、報酬が目的であった。大好きだった祖父に墓を作るために金を集めていたが、それを抜きにしても、関西人キャラらしくがめついところがある。原作終盤になって念願の祖父の墓を祖母の墓の隣に建てることができた。
原作では星（水晶玉状の球体）を駆使し、敵を閉じ込めたりすることもできる。
ギリシア風の占星術占いが得意で、今はキャンピングカー（アニメではワゴン車）で生活し、そこで「たこやき屋」を経営中。原作ではアズサに爆破されてしまう。ワゴン車の代金はローンで払っていたらしい。万里とのツーショットが多いが、深い意味はない。
四神・朱雀の生まれ変わり。
11月1日生まれ。星座：蠍座、血液型：O型、身長187cm。
タコヤキ
エディのペットのオウム（?）。関西弁で終始やかましく喋り続けているが、オウムが人間の言葉を話すのは不自然なことではないのか、一応周囲の人間には怪しまれていない模様。エディ以上に金にがめつく、ヘソクリを溜め込んでいる。元はエディの祖父のペット。

### 学校関係者
小西 侑英（こにし ゆえ）
明鈴のクラスメイトで陸上部に所属。凛としたボーイッシュな美少女。品川をはじめとして男子からの人気は非常に高いが、本人は恋愛には無関心であり、特に品川のことは普段鬱陶しく思っているが、物語中盤で品川のことを認め始めた模様。
明鈴とは強い絆で結ばれた親友であり、初期は明鈴に気があるようなセリフも見られたが、当然のことながら、そちらの方向には関係は発展していない。
春日部 周子（かすかべ しゅうこ）
明鈴のクラスメイトで、侑英と同じく親友。アイドル好きなミーハーで、コンサートチケットへの執着が人一倍強い。母親の田舎がアメリカであることからハーフなのかもしれないが、そのことについては説明されていない。
原作では幼なじみの先輩アレクと付き合っており、アメリカに行ってしまったアレクを追ってアメリカに行くために英語を勉強している。アニメではサッカー部のキーパー大井町に一目惚れしたが、彼のあまりに寒いギャグを見て一発で心変わりした。
品川 大輔（しながわ だいすけ）
明鈴のクラスメイト。サッカー部のキャプテンで侑英に片思いしているが、侑英本人からは疎ましく思われている。原作でもアニメでもあまりいいところが無く、いつも損な役ばかりで、原作では侑英と同じ高校に行きたかったが落ちるなど、最後までいいとこ無しだった。
大井町 敬馬（おおいまち けいま）
アニメオリジナルキャラクター。飛鳥と品川の友人で、サッカー部のゴールキーパー。見た目に反し、よくギャグを飛ばすひょうきんな性格。

### 明鈴の家族とその関係者
神崎 餃子（かんざき こうみ）
明鈴の兄である大学生で、アズサの彼氏。Dr.リンのホームページを運営に一躍買っている。見た目は眼鏡をかけた好青年であるが、結構短気な性格でもあり、自身に不都合なことがあると青筋を立てたり、イライラする描写が散見される。自身の名前から、あだ名が「ギョーザ」であることに不満を抱いている。
中盤で本作の黒幕である闇の王であることが判明し、同時に神崎家とは血のつながりがないことも明かされた。自身の正体が明かされた後、明鈴を使って闇に染めようとしたが、明鈴によって失敗。
原作では最終決戦後に闇の王としての力が封印され、入院生活を送りながらいつも通りの家族に戻ったものの、その代償として今までの記憶を失い言葉も話せなくなってしまい、医者からも「治るかどうかは分からない」と言われながらも明鈴からは治ることを願っている。アニメ版では野望が果たされたものの、その直前で神崎家に入った後の記憶が本物と見破った明鈴とアズサによって説得され、改心した。最終決戦後、自分が養子であろうと息子として受け入れてくれる家族に温かく送り出されながら家を出ると同時にアズサと共に旅立った。
神崎 月餅（かんざき げっぺい）
明鈴・餃子の祖父。本作のキーパーソン的な存在で、餃子の秘密を知る人物。
18年前、ある村で闇の力を持って生まれた餃子によって、その村は滅ぼされたことから、力のある風水師たちと共に赤子の餃子の闇の力を封印することに成功した。それ以降、その村で再び闇の力が目覚めないように餃子を自身の義理の孫として神崎家に引き取り、息子夫婦の炒と笑華と共に育て上げた。餃子を引き取ったのは自身の占いで光の巫女の力を持った明鈴が生まれてくると出たためであり、餃子の闇の力の封印が解けるのは時間の問題だったからである。その不安は現実のものとなり、明鈴に闇の王を倒すことを頼み込む。
終盤では天津と共に明鈴や飛鳥たち四神以外で闇の王の力による支配から唯一逃れ、闇の王となった餃子の前に現れて餃子の思い出が刻まれた巻物を広げ、餃子の本当の気持ちを指摘し、「お前は闇にはなり切れない。お前の本当の心は、明鈴が誕生したときから光の世界で生きていたいと思っていた」、「闇の王として覚醒していながらも、かすかに芽生えた光の心を消せずにいた」、「最大の誤算は、明鈴を愛してしまったことだ」と説いた。
神崎 炒（かんざき しょう）
明鈴・餃子の父で、月餅の息子。中年女性から人気を集める風水師。ダンディーだが軟派な性格で、若い女子学生からモテることを夢に見るが、怪しげな開運グッズも売っているため、家族からはあまり信用されていない。自分の娘が正体とは知らずにDr.リンに強い敵愾心を燃やしている。
中盤では餃子が闇の王と判明したことで、餃子の養父であると判明するが、実の息子同然に愛情を注いでいた。
神崎 笑華（かんざき えみか）
明鈴・餃子の母。元女子プロレスラーで、自宅で経営しているカフェ「アジアン・カフェ」を取り仕切り、手製のお茶やお菓子を振る舞っている。
中盤では餃子が闇の王と判明したことで、餃子の養母であると判明するが、夫と共に愛情を注いでいた。
黒沢 アズサ（くろさわ アズサ）
餃子の彼女である女子大生。中盤で明鈴の敵である闇の巫女の生まれ変わりであることが判明。それがきっかけで餃子と絶縁状態になる。
原作ではショートヘアーに変え、明鈴と反目したまま戦いを終焉しているが、アニメ版では明鈴が闇の王の攻撃から守ってくれたことで和解。餃子との最終決戦で明鈴と共闘し彼を改心させた。最終決戦後、神崎家を出た餃子と寄りを取り戻し、共に旅立った。
チャン・リンリン
アニメオリジナルキャラクター。中国から風水修業にやってきた小学生で、年の割に比較的しっかり者。後に光の巫女に仕える麒麟の君として覚醒。飛鳥に一目惚れし、明鈴と口論になることもしばしば。現在は神崎家に居候中。太極拳を嗜んでいるが、跳び箱は苦手。
34話にてDr.リンの正体が明鈴であることをはじめて知り、それ以降町中で起こる事件を解決することに協力する。しかし、戦いの力を持っている明鈴や四神と異なり、自分には占いの力以外に特別な役に立つ力が無いことをコンプレックスに感じ始める。闇の王との戦いで、目の前で明鈴と飛鳥が闇の王に殺されるのを目の当たりにし酷く絶望してしまうが、その後光の巫女が現れ、麒麟の君として覚醒。明鈴と四神を復活させることに成功した。

## 用語
光の巫女（ひかりのみこ）
1000年前に闇の王を封印した女性。明鈴の前世。闇を討ち、光の世界を守ることが使命だったが、四神の1人・東の青龍と恋に落ちた。そのため、光の世界のバランスが崩れ、闇に飲み込まれそうになったが、闇の王に嫁ぐことを条件に、闇による浸食は免れるはずだった。が、青龍に嫉妬し続ける闇の王は約束を違えた。そして、光の巫女は四神から渡された短剣で、闇の王を封印した。
四神（ししん）
光の巫女に従える青龍、白虎、朱雀、玄武の4人。それぞれ、結城飛鳥、常盤崇、月丘エディ、四条万里の前世である。4人とも戦闘時には守護神と合体して正装に変身できる。飛鳥の守護神は原作では桃太郎、アニメでは天津、常盤は七尾、万里はシンシア、エディはタコヤキである。原作では戦いの後、守護神たちは姿を消した（天津はただの小猿、シンシアはぬいぐるみ、タコヤキは普通のオウムに戻った）。
闇の王（やみのおう）
餃子の正体。闇の世界の王であり、1000年前に光の巫女を愛してしまったことから全てが始まる。光の巫女に愛を注ぐ反面、闇の巫女には非常に冷たく接している。神崎餃子の前世であり、転生した後も明鈴を愛し、アズサには冷淡に接している。また、腕の立つ常盤・万里・エディを利用して明鈴に攻撃を仕掛けてきたが、それは結果的に光の巫女に四神をひき合わせる結果になってしまった。
闇の巫女（やみのみこ）
1000年前に闇の王に仕えていた女性。アズサの前世。光の巫女の四神に対応する、四凶と呼ばれる者たちを従えている。誰よりも闇の王を敬い、愛していたが、結局その恋が成就することはなかった。四凶を率いて闇の王を裏切ろうとしたこともあったが、四凶は闇の王の一喝でことごとく王に膝を屈し、叶わなかった。そして、敵でありながらも闇の王に愛されている光の巫女を1000年たった今でも憎み続けている。たとえ闇の者でも、1人の人間を一途に愛し続ける健気な女性。
四凶（しきょう）
闇の巫女に従えるきゅうき、とうてつ、こんとん、とうこつの4人。容姿は原作では四神に角が生えた風貌になっているが、アニメ版ではビジュアル系のルックスをした男性の姿となっており、化け物の姿に変貌できる。当初は闇の巫女に使えていたと思われていたが、前述の出来事がきっかけで闇の王に与する。とうこつはエディと、こんとんは万里と、とうてつは常盤とそれぞれ相打ちする形で敗北。きゅうきは飛鳥の一撃によって敗北した。

## 単行本
- 第1巻（2000年4月20日発売） ISBN 4-09-135472-6
- 第2巻（2000年9月20日発売） ISBN 4-09-135473-4
- 第3巻（2001年3月20日発売） ISBN 4-09-135474-2
- 第4巻（2001年8月20日発売） ISBN 4-09-135475-0
- 第5巻（2002年1月20日発売） ISBN 4-09-135476-9
- 第6巻（2002年7月20日発売） ISBN 4-09-135477-7
- 第7巻（2003年3月20日発売） ISBN 4-09-135478-5
- 第8巻（2003年7月20日発売） ISBN 4-09-135479-3
- 特別編（2002年4月20日発売） ISBN 4-09-135480-7

## テレビアニメ
テレビ東京系列局 (TXN) ほかで放送。全51話。テレビ東京系列局では2001年3月5日から2002年2月25日まで、毎週月曜 18時30分 - 19時00分に放送。
日本国外でも放送されており、台湾では2005年にMOMO親子台で放送されている。

### 声の出演
- 神崎明鈴 - 千葉紗子
- 結城飛鳥 - 反田孝幸
- 常盤崇 - 風間勇刀
- 四条万里 - かかずゆみ
- 月丘エディ - 木内秀信
- 天津 - 竹内順子
- 小西侑英 - 竹内順子
- 七尾 - 鈴木真仁
- シンシア - 甲斐田ゆき
- タコヤキ - 柳原哲也（アメリカザリガニ）
- チャン・リンリン - 香川葉月
- リンリンの母 - 中尾友紀
- 神崎炒 - 石井康嗣
- 神崎笑華 - 横山智佐
- 神崎餃子 - 森山栄治
- 神崎月餅 - 外波山文明
- 春日部周子 - 鴻口可南
- 品川大輔 - 渡辺慶
- 黒川アズサ - 本多知恵子
- 大井町敬馬 - 北原雅樹
- 光の巫女 - 笠原弘子
- シェンロン - 横山智佐
- 闇の巫女 - 本多知恵子
- 闇の王 - 森山栄治
- きゅうき - 松本忍
- とうてつ - 近藤孝行
- こんとん - 鶴岡聡
- とうこつ - 下崎紘史

### スタッフ
- 監督 - 三沢伸
- シリーズ構成 - 前川淳
- キャラクターデザイン・総作画監督 - 一川孝久
- コスチュームデザイン - 加藤万由子
- デザインワークス - 飯田清貴、山崎猛、大宅幸男、荻原直樹、林千博
- 風水アドバイザー - 森冬生
- 美術監督 - 西倉力
- 色彩設計 - 石黒文子、大倉喜美子
- 撮影監督 - 鎌田克明
- 編集 - 小島俊彦
- 音響監督 - 平光琢也
- 音楽 - 有澤孝紀
- ビデオ編集 - 東京現像所
- アニメーションプロデューサー - 茂垣弘道
- プロデューサー - 東不可止、松下洋子、すぎやまあつお
- アニメーション・CG制作 - スタジオコメット
- 製作 - テレビ東京、NAS

### 主題歌・挿入歌
オープニングテーマ - 「GO! GO! Ready? GO?!」
作詞 - 緒田菜莉 / 編曲・作曲 - 湯浅公一 / 歌 - AiM

エンディングテーマ
「誰より…」（第1話 - 第26話）
作詞 - 田中花乃 / 作曲・編曲 - 湯浅公一 / 歌 - AiM
「君との未来」（第27話 - ）
作詞 - ai / 作曲・編曲 - 湯浅公一 / 歌 - AiM

挿入歌 - 「Only Lonely Christmas〜ここにいてくれたなら〜」
作詞・作曲 - 田中花乃 / 編曲 - 杉浦哲郎 / 歌 - AiM
上記4曲を収録したCDシングルは、いずれもNECインターチャネルより発売された。

### 各話リスト
| 話数 | サブタイトル                           | 脚本     | 絵コンテ      | 演出                | 作画監督          | 放送日        |
| ---- | -------------------------------------- | -------- | ------------- | ------------------- | ----------------- | ------------- |
| 1    | ウワサの天才風水師!                    | 前川淳   | 三沢伸        | 福冨博              | 一川孝久          | 2001年 3月5日 |
| 2    | 恋のドキドキ課外授業!                  | 中瀬理香 | 池上和誉      | 渡辺健一郎          | 金沢比呂司        | 3月12日       |
| 3    | 転校生でラブぱにっく!                  | 吉村元希 | 森脇真琴      | 森脇真琴            | 興村忠美          | 3月19日       |
| 4    | 式神バスで大ピンチ!                    | 玉井☆豪  | 石踊宏        | 石踊宏              | 松本勝次          | 3月26日       |
| 5    | 乙女心危機イッパツ!                    | 前川淳   | 石山タカ明    | 井上修              | 古池敏也          | 4月2日        |
| 6    | いつわりの恋人                         | 中瀬理香 | 中島弘明      | アサミマツオ        | 飯田清貴          | 4月9日        |
| 7    | 決戦の放課後バトル!                    | 吉村元希 | 福冨博        | 福冨博              | 山崎猛            | 4月16日       |
| 8    | 目覚めよ龍神! シンシェンロン!          | 前川淳   | 森脇真琴      | 森脇真琴            | 興村忠美          | 4月23日       |
| 9    | パパの風水大作戦!                      | 玉井☆豪  | 高柳哲司      | 石踊宏              | 松本勝次          | 4月30日       |
| 10   | カワイイ式神! 七尾参上!                | 高林久弥 | 石山タカ明    | 井上修              | 古池敏也          | 5月7日        |
| 11   | オトコ品川ラブ満開!                    | 中瀬理香 | 福冨博 石踊宏 | 渡辺健一郎 下司泰弘 | 飯田清貴 大宅幸男 | 5月14日       |
| 12   | 不思議! タロットラビリンス             | 前川淳   | 森脇真琴      | 森脇真琴            | 山崎猛            | 5月21日       |
| 13   | 無敵の友情レインボウ!                  | 吉村元希 | 福冨博        | 福冨博              | 興村忠美          | 5月28日       |
| 14   | 愛の特設リング!                        | 玉井☆豪  | 池上和誉      | 石踊宏              | 松本勝次          | 6月4日        |
| 15   | 勝利のピンク! ぴんく! Pink!            | 中瀬理香 | 駒井一也      | 井上修              | 古池敏也          | 6月11日       |
| 16   | トキメキあぶない生放送!                | 前川淳   | 佐藤英一      | 江島栄男            | 山崎猛            | 6月18日       |
| 17   | 恐怖、学校のカイダン!?                 | 高林久弥 | 山本裕介      | 渡辺健一郎          | 飯田清貴          | 6月25日       |
| 18   | 戦りつのラストトラップ!                | 吉村元希 | 森脇真琴      | 飯村正之            | 興村忠美          | 7月2日        |
| 19   | ときはなてユアハート!                  | 吉村元希 | 石踊宏        | 石踊宏              | 松本勝次          | 7月9日        |
| 20   | 誘惑のハラハラデート!?                 | 前川淳   | 駒井一也      | 井上修              | 古池敏也          | 7月16日       |
| 21   | 星の罠きらめきの大逆転!                | 前川淳   | 福冨博        | 福冨博              | 山崎猛            | 7月23日       |
| 22   | しあわせのティン・ハー・モー・テック!  | 中瀬理香 | 高柳哲司      | 渡辺健一郎          | 飯田清貴          | 7月30日       |
| 23   | リンリン明鈴Dr.リン!?                  | 吉村元希 | 森脇真琴      | 森脇真琴            | 興村忠美          | 8月6日        |
| 24   | 恋と花火と赤い花                       | 高林久弥 | 石踊宏        | 石踊宏              | 松本勝次          | 8月13日       |
| 25   | タコの海岸物語                         | 玉井☆豪  | 駒井一也      | 井上修              | 古池敏也          | 8月20日       |
| 26   | SOS! 常盤ドッグファイト                | 吉村元希 | 福冨博        | 福冨博              | 野田康行          | 8月27日       |
| 27   | 純情!? ランチウォーズ!                 | 中瀬理香 | 高柳哲司      | 渡辺健一郎          | 飯田清貴          | 9月3日        |
| 28   | リンリンショック! うばわれた水晶玉     | 前川淳   | 山本裕介      | 山本裕介            | 興村忠美          | 9月10日       |
| 29   | 嵐のアンティークウォッチ!              | 高林久弥 | 森脇真琴      | 森脇真琴            | 林千博            | 9月17日       |
| 30   | タイヘンだぞー! ダイナソー!!           | 玉井☆豪  | 石踊宏        | 石踊宏              | 松本勝次          | 9月24日       |
| 31   | 失われた力! 消えたDr.リン              | 前川淳   | 大庭秀昭      | 井上修              | 古池敏也          | 10月1日       |
| 32   | レディーゴー! 羅盤新生                 | 吉村元希 | 福冨博        | 福冨博              | 野田康行          | 10月8日       |
| 33   | 激震! 海雲町クライシス                 | 高林久弥 | 高柳哲司      | 渡辺健一郎          | 一川孝久 飯田清貴 | 10月15日      |
| 34   | 危険なミッション! 龍脈をただせ!        | 玉井☆豪  | 森脇真琴      | 森脇真琴            | 興村忠美 藤川良子 | 10月22日      |
| 35   | 再見[ツァイツェン]…さよならリンリン    | 中瀬理香 | 石踊宏        | 石踊宏              | 松本勝次          | 10月29日      |
| 36   | お兄ちゃんの恋人                       | 前川淳   | 大庭秀昭      | 井上修              | 古池敏也          | 11月5日       |
| 37   | 四神伝説! 宝玉のゆくえ                 | 玉井☆豪  | 高柳哲司      | 渡辺健一郎          | 一川孝久          | 11月12日      |
| 38   | 囚われた明鈴! 常盤覚醒                 | 前川淳   | 福冨博        | 福冨博              | 飯田清貴          | 11月19日      |
| 39   | ハイテンション! 突撃エディ & 万里      | 中瀬理香 | 森脇真琴      | 森脇真琴            | 林千博            | 11月26日      |
| 40   | 飛鳥くんどこ? 失われた記憶             | 吉村元希 | 石踊宏        | 石踊宏              | 松本勝次          | 12月3日       |
| 41   | 飛鳥くんなぜ!? 闇からの使者            | 吉村元希 | 大庭秀昭      | 井上修              | 古池敏也          | 12月10日      |
| 42   | 飛鳥くんきて! 思い出のクリスマスツリー | 玉井☆豪  | 高柳哲司      | 飯村正之            | 一川孝久          | 12月17日      |
| 43   | 聖夜[イヴ]の奇跡! よみがえれ青龍!      | 玉井☆豪  | 福冨博        | 福冨博              | 飯田清貴          | 12月24日      |
| 44   | アズサの想い闇の巫女のひみつ           | 前川淳   | 森脇真琴      | 森脇真琴            | 林千博            | 2002年 1月7日 |
| 45   | ギリギリkiss5秒前!                     | 高林久弥 | 石踊宏        | 石踊宏              | 松本勝次          | 1月14日       |
| 46   | 黒い衝撃! 闇の王降臨                   | 中瀬理香 | 大庭秀昭      | 井上修              | 古池敏也          | 1月21日       |
| 47   | 悲恋闇の巫女散る!                      | 吉村元希 | 高柳哲司      | 飯村正之            | 一川孝久          | 1月28日       |
| 48   | 激突! 四凶の塔                         | 玉井☆豪  | 福冨博        | 福冨博              | 飯田清貴          | 2月4日        |
| 49   | 最後の希望5人目の仲間!                 | 前川淳   | 森脇真琴      | 森脇真琴            | 林千博            | 2月11日       |
| 50   | 闇をてらせ! 愛の記憶                   | 前川淳   | 石踊宏        | 石踊宏              | 松本勝次          | 2月18日       |
| 51   | 好运来了[ハオユンライラ]               | 前川淳   | 三沢伸        | 三沢伸              | 一川孝久 古池敏也 | 2月25日       |

### 放送局
| 放送地域       | 放送局         | 放送期間                     | 放送日時           | 放送系列             |
| -------------- | -------------- | ---------------------------- | ------------------ | -------------------- |
| 関東広域圏     | テレビ東京     | 2001年3月5日 - 2002年2月25日 | 月曜 18:30 - 19:00 | テレビ東京系列       |
| 北海道         | テレビ北海道   | 2001年3月5日 - 2002年2月25日 | 月曜 18:30 - 19:00 | テレビ東京系列       |
| 愛知県         | テレビ愛知     | 2001年3月5日 - 2002年2月25日 | 月曜 18:30 - 19:00 | テレビ東京系列       |
| 大阪府         | テレビ大阪     | 2001年3月5日 - 2002年2月25日 | 月曜 18:30 - 19:00 | テレビ東京系列       |
| 岡山県・香川県 | テレビせとうち | 2001年3月5日 - 2002年2月25日 | 月曜 18:30 - 19:00 | テレビ東京系列       |
| 福岡県         | TVQ九州放送    | 2001年3月5日 - 2002年2月25日 | 月曜 18:30 - 19:00 | テレビ東京系列       |
| 滋賀県         | びわ湖放送     | 2001年4月 - 2002年4月12日    | 金曜 8:00 - 8:30   | 独立UHF局            |
| 日本全域       | BSジャパン     | 2001年4月5日 - 2002年3月28日 | 木曜 19:25 - 19:55 | BSデジタル放送       |
| 日本全域       | AT-X           |                              |                    | アニメ専門チャンネル |

### 小説
『Dr.リンにきいてみて! 夏休み編-前世の魔宮』小学館パレット文庫
原作:あらいきよこ、著者:西崎めぐみ。

### 玩具
- 玩具展開はトミー（現：タカラトミー）によって行われ、登場キャラの人形や風水アイテムが商品化・販売された。これらのラインナップにおいて、女装しているものの実は少年である四条万里の人形が商品化されている。特に敵として登場している限り少女の姿であったため、違和感はない。単行本にて作者自作の服を着て、他のキャラの人形とともに登場している。また、ちゃお本誌にて占いに使えるカード・「Fortune Card」の限定版が付録として付属していた。
- 終盤にレジン製の完成品フィギュアが商品化されている。作者も所有しており、ムック本にて作者の部屋で他のフィギュアとともに飾られている様子が掲載されている。

### 文具
- 同時間帯の前番組である『ビックリマン2000』と同じく、文具類はショウワノートから発売された。

### ゲーム
Dr.リンにきいてみて! 〜恋のリン風水〜
2002年2月21日、ウィルが開発、ハドソンよりゲームボーイカラーで発売。 ジャンルは占い/恋愛アドベンチャー。
明鈴と同じクラスに転校してきた主人公が、ひとめぼれをしたサッカー部のキャプテンにアプローチするため、友人や占いの助けを借りて奔走する。
ハドソン最後のGB用ソフト。
Dr.リンにきいてみて! 〜恋のハッピーフォーシーズン〜
2002年11月28日、ウィルが開発、ハドソンよりプレイステーションで発売。ジャンルは恋愛アドベンチャー。